# Gastone Pierini
Gastone Pierini (født 27. september 1899 i Ancona, død 1967 i Brasilien) var en italiensk vægtløfter, som deltog i fire olympiske lege i mellem de to verdenskrige.
Pierini voksede op i Egypten og deltog ikke i de italienske mesterskaber i brydning.
Pierinis første OL var 1924 i Paris. Han stillede op i letvægt (højeste vægt for atleterne var 67,5 kg) og løftede i alt 392,5 kg, hvilket rakte til en delt tolvteplads.
Ved OL 1928 i Amsterdam deltog han i samme vægtklasse og blev denne gang nummer otte med 282,5 kg.
Fire år senere ved OL 1932 i Los Angeles deltog Pierini igen i letvægt, og han løftede her i alt 302,5 kg, hvilket sikrede ham bronze. Guldmedaljevinderen René Duverger fra Frankrig løftede 325,0 kg, mens Hans Haas fra Østrig kom på en andenplads med 307,5 kg. Der var blot seks vægtløftere fra seks lande i konkurrencen.
Hans sidste OL var 1936 i Berlin, hvor han (fortsat i letvægt) løftede 300,0 kg, hvilket gav ham en tiendeplads.
I slutningen af anden verdenskrig og årene lige efter tilbragte han i en krigsfangelejr i Egypten, sandsynligvis interneret som civilist. Efter løsladelsen emigrerede han til Brasilien, hvor han levede resten af sit liv.